# Lares Compitales
Los lares Compitales o lares Compitalicii, en la religión de la Antigua Roma, eran los lares públicos protectores de los cruces de los caminos y de las comunidades locales o barrios (vici). Se les representa siempre como jóvenes y en pareja.
De probable origen etrusco, la leyenda dice que el rey Servio Tulio, para honorarlos,  instituyó en Roma las Compitales, las fiestas de las Compita ("encrucijadas") de sus vici, donde se situaban sus santuarios, proporcionando un centro para la vida religiosa y social de la comunidad, especialmente para los plebeyos y serviles.
Los lares Compitales son sinónimos de los lares Augusti de la reforma augusteana. La institución del culto a los lares Praestites por Augusto se realizó en los mismos santuarios o capillas utilizados para las Compitales, pero en fechas diferentes.
Inicialmente, estas fiestas dedicadas a estos espíritus protectores, no tenían una fecha fija, y se solían celebrar entre los días 3 y 5 de enero, pero más tarde, se fue posicionando al final de las Saturnales, en los últimos días de enero. En las procesiones llevaban sus imágenes y se hacían sacrificios y juegos para honorarlos, como los "Ludi Compitali", con luchas, carreras y actuaciones.